# 和泉神社
和泉神社（いずみじんじゃ）は、滋賀県長浜市にある三島・大山祇信仰の神社。

## 祭神
- 大山祇命[1]

境内社
- 山田神社[1]

## 歴史
創建は772年。泉池に伊豆国の三島大明神が現れた縁起により、伊豆三島神社（現：三嶋大社）を勧請して和泉大明神として奉ったことに始まる。神が姿を現したという泉（御手洗）そのものが本来のご神体であった。かつてはこの泉にて雨乞いが行われ、御手洗に祈祷札を流すと、白鰻が札を咥えて泉に戻るという。
戦国時代には、近隣に小谷城を構えた浅井氏の崇敬を受た。その後も彦根藩歴代藩主奉納の記録がある。1876年村社、1929年には県社に列した。
2010年、和泉神社本殿が市指定文化財に指定された。